# Рим
Рим (італ. Roma) — столиця Італії з 1870, адміністративний центр провінції Рим та області Лаціо. Населення понад 2,76 млн осіб, це найбільша за територією і кількістю жителів комуна країни. Міська агломерація нараховує до 3,7 млн жителів і є другою за величиною в Італії після Мілана. Рим розташований в центральній частині Апеннінського півострова на річці Тибр, поблизу узбережжя Тірренського моря.
Одне з найдавніших міст світу, столиця Стародавнього Риму (за переказом із 753 до н. е.). Інші назви: «вічне місто», «місто на сімох пагорбах» — спочатку поселення було на пагорбі Палатин, згодом були заселені сусідні пагорби — Капітолій і Квіринал. Дещо пізніше поселення з'явилися на інших 4 пагорбах: Целій, Авентін, Есквілін і Вімінал.
Починаючи з середини 1-го століття, головний осередок західного християнства.

## Назва
За найпоширенішими нині переказами, Рим був заснований Ромулом 21 квітня 753 р. до н. е. Одного разу Ромул і Рем почали сперечатися на пагорбі Палатин, де заснувати місто, і вирішили використати ворожіння на польоті птахів. Над Ремом пролетіло 6 шулік, а над Ромулом 12. Ромул почав робити борозни, а Рем стрибав через них. Ромул сказав, що це є святотатством і вбив Рема та сказав: «Так буде з кожним, хто перейде стіни мого міста».
Інша версія, за якою Ромул сказав «Кордон мого міста ніхто не переступить», а це була всього лише борозна і трохи каміння. Рем засміявся і перестрибнув через межу.
Ромул став першим царем, від його імені нібито походить сучасна назва міста.
Цю дату наводить історик Марк Теренцій Варрон. До нього римляни називали різні дати в проміжку між 758 і 728 роками до н. е.

## Географія

### Розташування

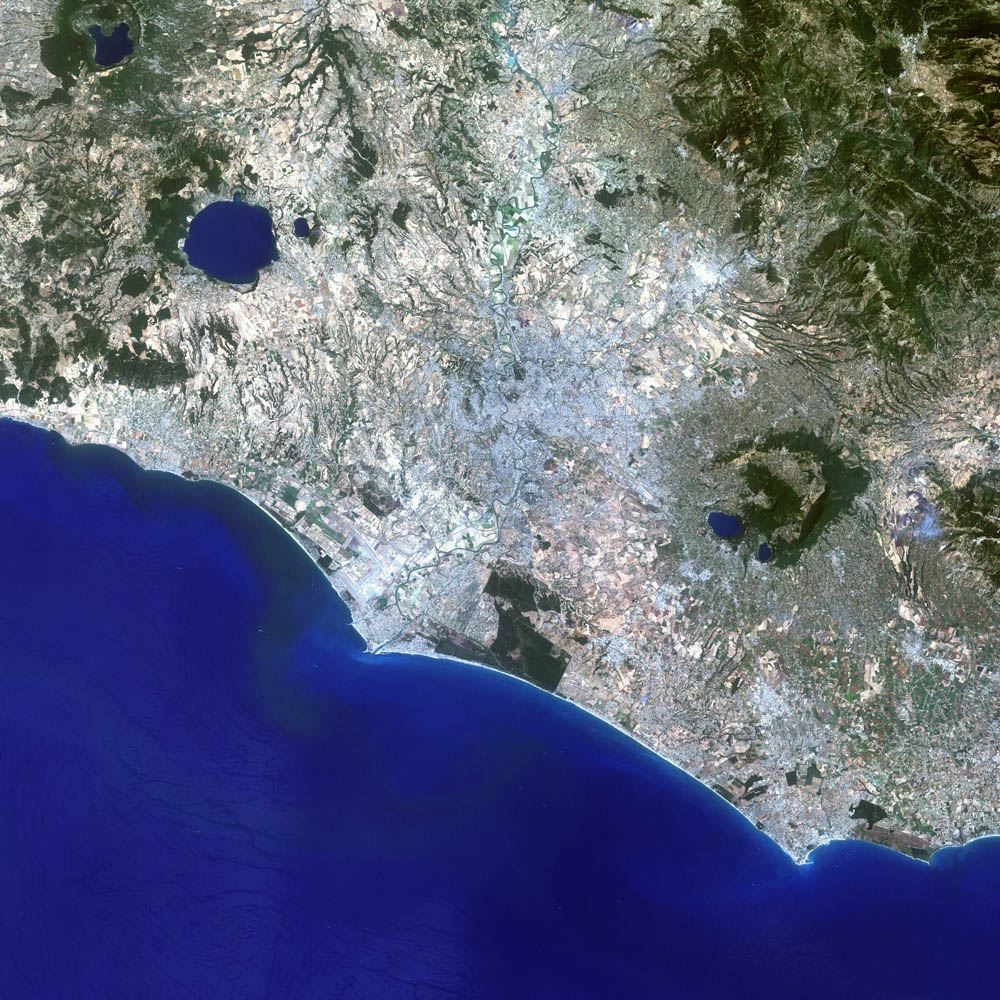
Світлина міста з орбіти

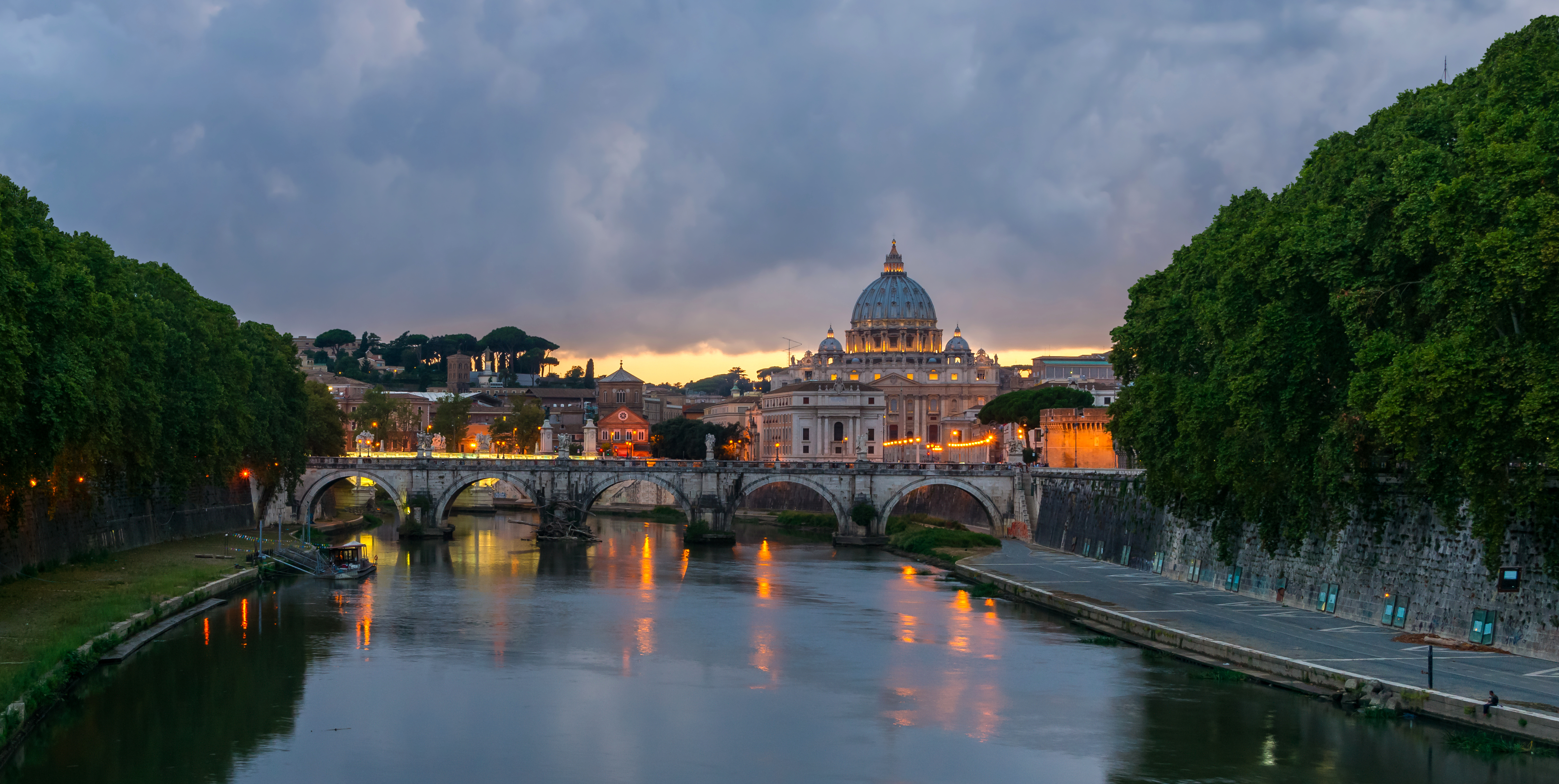
Тибр Вночі

Місто розміщено в центральній частині Італії, над річкою Тибр, в її гирлі, на височинній вапняній території недалеко від морського узбережжя. Це столиця країни й осередок найважливіших установ політичного й економічного життя. Рим — другий після Мілана фінансовий і економічний центр Італії.

### Клімат
| Клімат Рима                                             | Клімат Рима | Клімат Рима | Клімат Рима | Клімат Рима | Клімат Рима | Клімат Рима | Клімат Рима | Клімат Рима | Клімат Рима | Клімат Рима | Клімат Рима | Клімат Рима | Клімат Рима |
| Показник                                                | Січ.        | Лют.        | Бер.        | Квіт.       | Трав.       | Черв.       | Лип.        | Серп.       | Вер.        | Жовт.       | Лист.       | Груд.       | Рік         |
| Середній максимум, °C                                   | 11,9        | 13,0        | 15,2        | 17,7        | 22,8        | 26,9        | 30,3        | 30,6        | 26,5        | 21,4        | 15,9        | 12,6        | 20,4        |
| Середня температура, °C                                 | 7,5         | 8,2         | 10,2        | 12,6        | 17,2        | 21,1        | 24,1        | 24,5        | 20,8        | 16,4        | 11,4        | 8,4         | 15,2        |
| Середній мінімум, °C                                    | 3,1         | 3,5         | 5,2         | 7,5         | 11,6        | 15,3        | 18,0        | 18,3        | 15,2        | 11,3        | 6,9         | 4,2         | 10,0        |
| Середня кількість сонячних годин на місяць              | 120,9       | 132,8       | 167,4       | 201,0       | 263,5       | 285,0       | 331,7       | 297,6       | 237,0       | 195,3       | 129,0       | 111,6       | 2472,8      |
| Норма опадів, мм                                        | 66.9        | 73.3        | 57.8        | 80.5        | 52.8        | 34.0        | 19.2        | 36.8        | 73.3        | 113.3       | 115.4       | 81.0        | 804.3       |
| Днів з опадами                                          | 7,0         | 7,6         | 7,6         | 9,2         | 6,2         | 4,3         | 2,1         | 3,3         | 6,2         | 8,2         | 9,7         | 8,0         | 79,4        |
| ------------------------------------------------------- | ----------- | ----------- | ----------- | ----------- | ----------- | ----------- | ----------- | ----------- | ----------- | ----------- | ----------- | ----------- | ----------- |
| Джерело: Servizio Meteorologico, data of sunshine hours |             |             |             |             |             |             |             |             |             |             |             |             |             |

### Сусідні муніципалітети
- Альбано-Лаціале
- Ангуїллара-Сабація
- Ардеа
- Кампаньяно-ді-Рома
- Кастель-Гандольфо
- Кастель-Сан-П'єтро-Романо
- Чіампіно
- Ватикан
- Колонна
- Ф'юмічіно
- Фонте-Нуова
- Формелло
- Фраскаті
- Галлікано-нель-Лаціо
- Гроттаферрата
- Гуідонія-Монтечеліо
- Марино
- Ментана
- Монте-Порціо-Катоне
- Монте-Компатрі
- Монтеротондо
- Палестрина
- Полі
- Помеція
- Ріано
- Сакрофано
- Сан-Грегоріо-да-Сассола
- Тіволі
- Тревіньяно-Романо
- Цагароло

## Історія

### Стародавній Рим
В історії становлення стародавнього Риму, як міста можна відзначити кілька епох, що відповідають епохам територіального і державного розвитку римської держави:
- Перша епоха охоплює життя міста до укріплення його Сервієвою стіною і відповідає царському періоду історії Риму.
- Друга закінчується будівельною діяльністю Цезаря і відповідає епосі поступового перетворення міста-держави на імперію.
- Третя охоплює час перших імператорів до Септіміуса Северуса.
- Четверта — час до V ст. н. е.

Про чисельність населення Рима в республіканську й імператорську епохи немає точних відомостей. За оцінками, населення Рима за часів Сулли 400 тис., а в II — III ст. н. е. — до 800 тис. осіб.
Найдавніші поселення з хатин культури залізної доби, імовірно, з'явилися на місці Рима задовго до восьмого століття до н. е. Вони будувалися на пагорбах навколо долини, що лежить біля річки Тибр, у місці де колись був брід.

#### Заснування міста
Ядром Рима був Палатинський пагорб і обидві його вершини Палатин і Цермал; до цього ведуть як усі легенди про початок Рима, так і розташувння пагорба в центрі римських пагорбів та їхня конфігурація, що робила його найбільш недоступним.
Рим був не єдиною громадою, що існувала в межах нинішнього міста. На протилежному до Палатіну Квіриналі здавна жила інша громада, можливо навіть іншої національності.
Чи існували окремі громади на інших пагорбах — сказати неможливо. Літературні перекази зберегли нам вістки, які ґрунтувались на релігійних обрядах, що збереглися від найдавнішого часу (в той прадавній історичний час жрецька колегія luperci — вовкуни — оббігала колом стародавнє Палатинське місто), точні дані про сакральні кордони Палатинського міста (pomcerium) вказує нам положення дійсних укріплень.

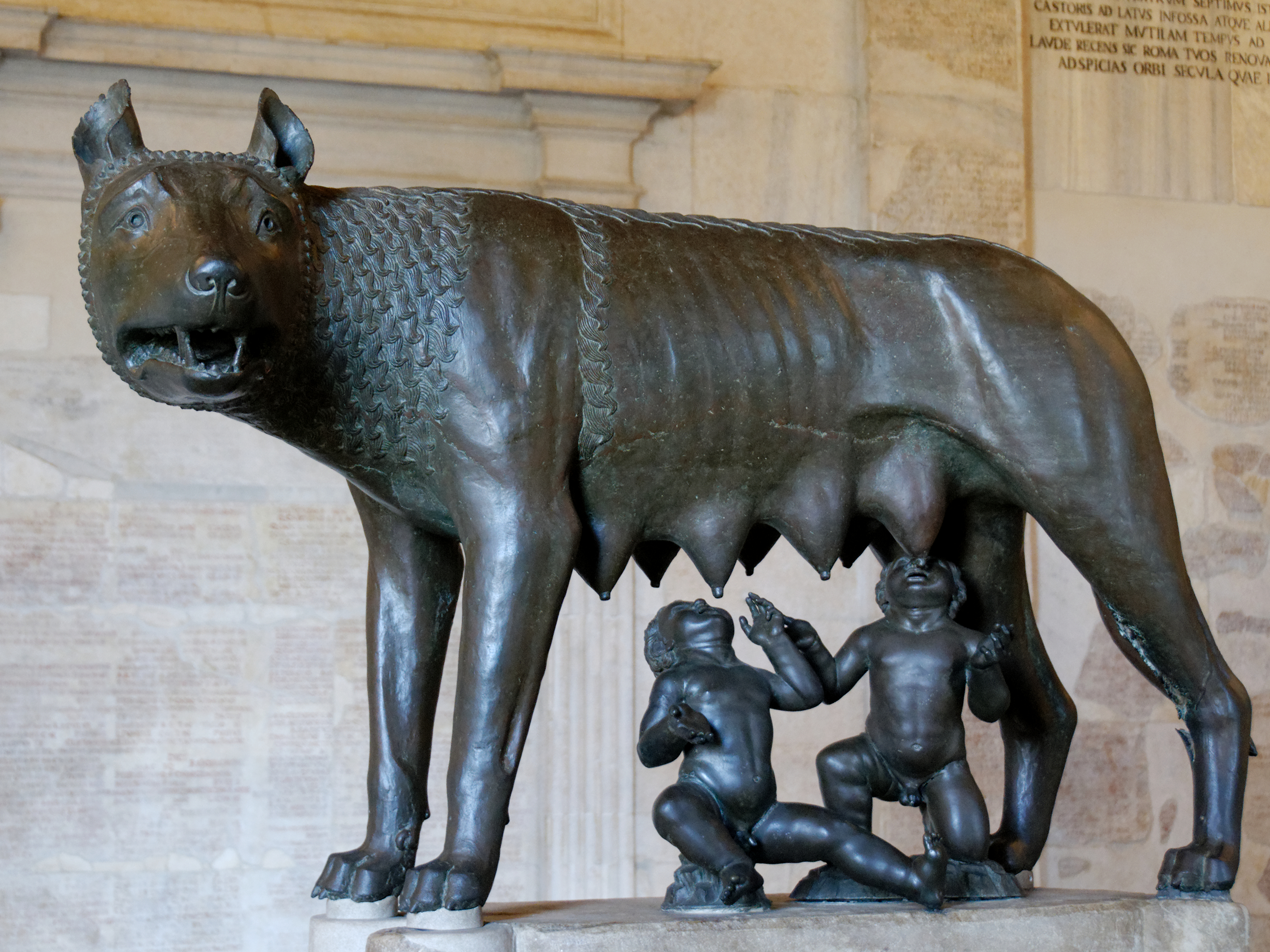
Капітолійська вовчиця годує Ромула і Рема

Сакральна межа йшла ad ima montis Palatini (біля підніжжя Палатина). Територія міста уявлялася римлянам, як і всяка священна ділянка (templum), квадратом; звідси ім'я Палатінського міста — Roma quadrata; відомі чотири кути цього квадрата, що дозволяють визначити справжню форму первинного Рима, яка наближалася, ймовірно, більше до трапеції, ніж до квадрата. За аналогією з іншими старолатинськими містами можна припустити, що укріплення міста йшли поверх пагорба і складалися частково зі штучних споруд (можливо валів).
В інших місцях фортифікаційні роботи обмежувалися обтесуванням і без того крутих схилів. Ці укріплення збереглися у великих шматках і до нашого часу. Так звані fondi di capanne — поглиблення в ґрунті, на яких стояли круглі мазанки стародавніх латинів, і надгробні урни, що імітують ці мазанки, з широкими дверима і конічним дахом, — дають нам уявлення про ці оселі, які покривали плато Палатина. Ту ж форму мали, ймовірно, і святині, як показують пізніші круглі храми старолатинських божеств і житла верховного жерця і царя. Спогади про це збереглися в реліквії пізнього походження, як курінь Фаустул (tugurium Faustuli) і будинок Ромула (casa Romuli), що зберігалися до IV столітті н. е.
Можливо, що поряд з круглими мазанками на Палатині раніше будували і чотирикутні будинки. Можливо, вже Палатинське місто пов'язано було з протилежним берегом Тибру дерев'яним мостом, збудованим ще тоді, коли ні залізні, ні бронзові цвяхи не були у використанні (пізніший pons Sublicius). Пов'язані з Палатинським містом були і дві найдавніші дороги (viae), пізніше вулиці: нова і священна (nova et sacra); але ні приналежність їх до міста, ні зв'язок їх між собою досі не з'ясовано. Серед пізніших укріплень збереглися старі ворота міста (porta Mugonia, porta Romanula).
У наступній стадії розвитку укріплене місто сильно розрослося й охопило собою вже 7 пагорбів — Septimontium, — частково оточених земляним валом (murus terreus). Про існування цієї стадії свідчать знову ж таки релігійні обряди, у яких 7 пагорбів є одним цілим. Тільки ці 7 пагорбів — аж ніяк не всім нам знайомі 7 пагорбів Рима, а дрібнішого поділу, а саме, за свідченням Антистія Лабеона — Палатий з Цермалом (дві вершини Палатинського пагорба), Велія — пагорб між Палатином і Есквіліном, Фагутал-Каріна (висота, на якій тепер стоїть S. Pietro in Vincoli), Ціспій і Оппій — дві вершини Есквіліна, і Субура, західний схил останнього і долина між ними (може бути замість останнього треба вставити частину Целія — Sucusa).
Септімонтій виник з'єднанням громад, що сиділи на окремих вершинах, або розширенням Палатинської громади. І переказ, і топографічні дані зрозуміло говорять про існування міста, що омивається двома струмками (в долинах Velabrum і vallis Murcia) та лежить на трапецієподібному плоскогір'ї. Ця форма є звичною в римській Кампаньї (сільські місцевості) і також зручне для виникнення укріпленого центру. Жителі громади, що виникла на Квіринал (collis Quirinalis або просто collis; звідси назва жителів громади — Collini), колись з'єдналися з сусідами (montani), і з цього з'єднання виникло місто, що в сучасній науці називається містом чотирьох кварталів (urbs quattuor regionum). Три з них — regio Palatina, Esquilina і Suburana — належали старому місту, четвертий квартал склала нова громада — regio Collina.
Про це місто існують лише неясні спогади у пізніших релігійних обрядах. Головним свідченням про його існування є те, що сакральна межа міста (померій) до часів Сулли обіймала лише місто чотирьох кварталів. Пам'яток цього періоду життя Рима не збереглося; з пам'ятників, що згадуються переказами, до цього періоду зазвичай зараховують святилища загадкових Аргіїв, які щорічно в історичний час обходила урочиста процесія.
Давнє походження процесії Аргіїв однак є також сумнівним. Місто чотирьох кварталів топографічно і стратегічно не було цільним утворенням; до його складу не входили такі важливі в стратегічному відношенні і тісно з'єднані топографічно з територією стародавнього міста пункти, як Капітолій і Авентин. Тому, ймовірно, перші спроби серйозно зміцнити місто призвели до розширення його території, невідповідної до кількості населення, але необхідної зі стратегічної точки зору. Розміри цього нового укріпленого міста точно відомі, оскільки його зміцнення частково збереглися й до нашого часу: це — так звана Сервієва стіна, побудова якої римська історична наука помилково приписувала царю Сервію.

### Монархія та республіка
Римські історики називають сім царів:
- Першим був Ромул.
- Другим — Нума Помпілій, який, на відміну від Ромула, управляв мирно і дав Риму перші закони, причому його радницею за легендою була німфа Егер.
- Третім — Тулл Гостілій.
- Четвертим — Анк Марцій.
- П'ятим — Тарквіній Древній.
- Шостим — Сервій Туллій.
- Сьомим — Тарквіній Гордий. Він, за легендами, вступив на престол через вбивство попередника, правив жорстоко та був вигнаний з Рима (за римськими істориками — у 510 році до нашої ери).

За легендами і пізнішими літописами, наприклад, Тіта Лівія, Римська Республіка була встановлена приблизно в 509 р. до н. е., коли останнього з семи римських царів, Тарквінія Гордого, було скинуто з престолу, і була сформована система правління, яка базувалася на щорічних виборах магістратів і різних представницьких зборах. Конституція встановила систему стримувань і противаг, а також розподіл влади. Двома найважливішими магістратами були два консули, які разом представляли орган виконавчої влади у формі верховного правління та військове головнокомандування. Консули мали працювати в Сенаті, який спочатку був консультативною радою, що складалася з патриціїв, але згодом набрав сили і влади. Іншими посадовими особами (магістратурою) в Республіці були претори, еділи і квестори. Спочатку такі посади могли обіймати виключно патриції, але пізніше вони стали відкриті для простих людей, плебеїв. Республіканські виборчі збори включали центуріатські коміції (лат. comitia centuriata), які голосували з питань війни та миру й обирали людей на найважливіші посади, та трибутні коміції (лат. comitia tributa), які вибирали посадовців у менш важливі органи управління.
У середині I ст. до н.е., троє людей, Юлій Цезар, Помпей та Красс, уклали секретний пакт — Перший Тріумвірат — задля контролю Республіки. Після завоювання Цезарем Галлії, протистояння між Цезарем і Сенатом призвело до громадянської війни з силами Сенату на чолі з Помпеєм. Цезар здобув перемогу і зробив себе довічним диктатором. В 44 р. до н. е. Цезаря вбили сенатори, які протистояли захопленню Цезарем абсолютної влади і прагнули відновити конституційне управління. Але згодом владу захопив Другий Тріумвірат, що складався з Октавіана — спадкоємця, призначеного Цезарем, Марка Антонія та Лепіда. Однак цей альянс скоро скотився у боротьбу за домінування. Лепіда відправили у вигнання, а Октавіан, розбивши Антонія та Клеопатру Єгипетську у битві при Акції в 31 р. до н. е., став незаперечним правителем Риму.

### Римська імперія

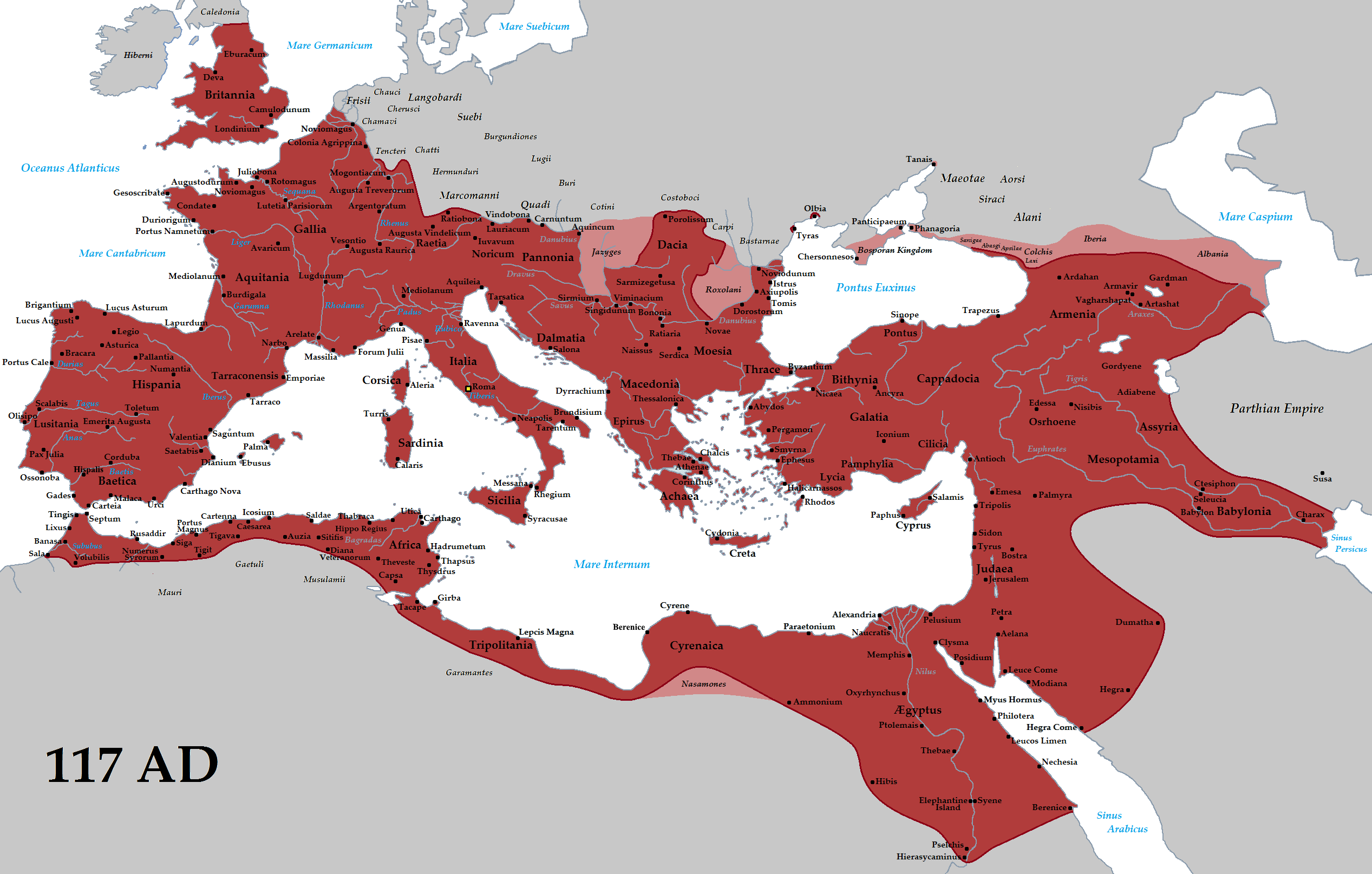
Римська держава у 117

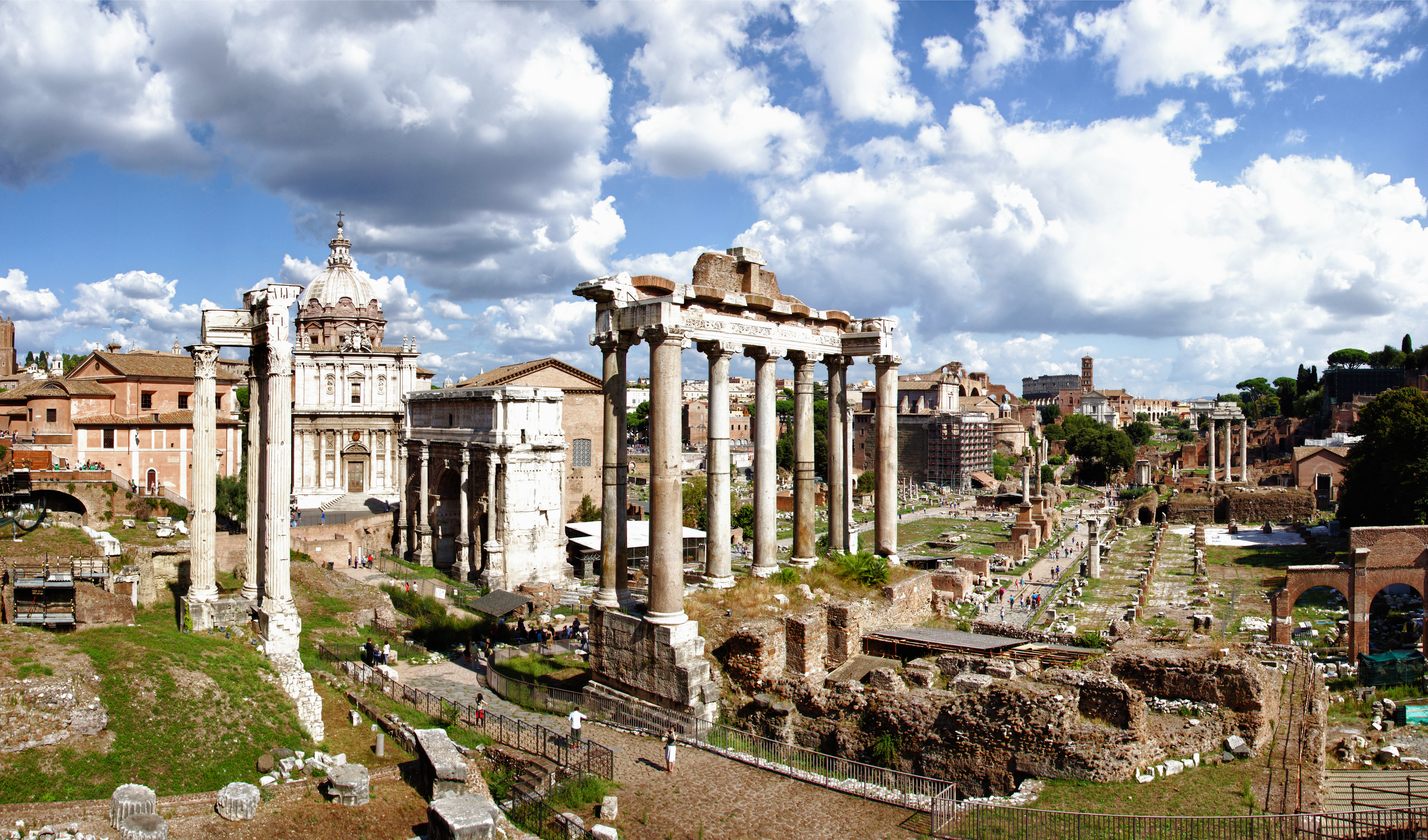
Римський Форум, центральна частина давнього міста

Розбивши своїх ворогів, Октавіан узяв ім'я Август (лат. Augustus) і привласнив собі майже абсолютну владу, зберігши лише тінь республіканської форми правління. Його призначений наступник, Тиберій, прийняв владу без серйозної опозиції, встановивши династію Юліїв-Клавдіїв, яка існувала аж до смерті Нерона у 69 р. Римська територіальна експансія продовжувалася, і держава залишалася непохитною, незважаючи на низку імператорів, які вочевидь були розбещені та продажні (наприклад, деякі дослідники вважають, що Калігула був божевільним, а Нерон мав репутацію жорстокої людини, яка більше цікавилася власними інтересами, аніж державними). Династія Юліїв-Клавдіїв змінилася династією Флавіїв.
Протягом правління «П'яти гарних імператорів» (96-180 рр.), Імперія досягла свого територіального, економічного та культурного апогею. Держава була захищена як від внутрішніх, так і зовнішніх загроз, і протягом Pax Romana («Римський мир») Імперія процвітала. Із завоюванням Дакії за правління Траяна Імперія досягла піку своєї територіальної експансії; римські володіння займали площу приблизно 6,5 млн км².
У період між 193 та 235 рр. правила династія Северів, в якій було кілька некомпетентних правителів, зокрема Геліогабал. Це і зростаючий вплив армії на добробут Імперії призвели до довгого періоду занепаду і зовнішніх нападів, відомого як Криза III ст. Ця криза завершилася під час правління компетентнішого Діоклетіана, який у 293 р. розділив Імперію на західну та східну частини, що керувалися тетрархією — двома імператорами (августами) і двома молодшими співправителями (цезарями). 11 травня 330 р імператор Костянтин Великий остаточно закріпив статус столиці за Візантієм (лат. Byzantium) і перейменував його на Константинополь. 395 Імперія назавжди розділилася на Західну та Східну.
Західна Римська імперія постійно зазнавала нападів варварів, і її послідовний занепад розтягнувся на століття.
У IV ст. гуни, які мігрували на захід, змусили візіготів шукати притулку у межах Римської імперії. У 410 р. візіготи під проводом Аларіха І взяли змором Рим.
Вандали вдерлися у римські провінції — Галлію, Іспанію та Північну Африку, і в 455 р. взяли Рим. 4 вересня 476 р. германський вождь Одоакр примусив останнього імператора Західної Римської імперії, Ромула Августула зректися престолу.

## Демографія
Населення за роками (тис.):

Станом на 1 січня 2023 року в муніципалітеті офіційно проживало 347 758 іноземців з 185 країн, серед них 101732 громадяни країн Євросоюзу та 14211 громадян України.

## Релігія
Як резиденція пап, Рим має титул Апостольської Столиці (Апостольського Престола), хоч тепер ця назва стосується до резиденцій пап Ватикану, що охоплює базиліку св. Петра, папські палаци й низку установ на просторі 0,44 км² та екстериторіальні об'єкти поза Ватиканом. Вільне Ватиканське місто з суверенними правами існує на підставі лятеранського пакту з Італією 1929. У Ватикані діють найвищі установи Католицької Церкви, зокрема Дикастерія для Східних Церков. Ватикан утримує дипломатичні зв'язки з іншими державами (тепер з 73) на підставі конкордатів.

### Греко-католицька церква
1573 в Римі у Грецькій колегії св. Анастасія по вул. Бабуїно (Via del Babuino), 149, заснованій Григорієм XIII для виховання греко-католицьких богословів, де найперше побували І. Мороховський (1596—1603) і Йосиф Рутський (1599—1603), навчалося уніатське духовенство з українських земель — 150 україно-білоруських василіян до 1820-х років.
Після підписання і ратифікації Берестейської Унії у 1596 р. виникла потреба мати постійного представника Київської (греко-католицької) Церкви при Апостольському Престолі.
Про тісні зв'язки українсько-білоруської Католицької Церкви з Римом свідчать серед іншого часті поїздки до Риму київсько-галицьких митрополитів та єпископів: Йсифа Рутського, Рафаїла Корсака, Методія Терлецького, Якова Суші й інших та перебуванням у Римі верховного архієпископа кардинала Йосипа Сліпого і архієпископа Івана Бучка.
Понад 50 василіянських богословів і кілька світських виховувалися у інтернаціональній Колегії Конґреґації Пропаганди Віри, що піклувалася Українською Католицькою Церквою від заснування 1622 до створення окремої Конґреґації Східної Церкви 1917 року.
У 1626 р. Київський Митрополит Йосиф Веніамін Рутський відправив до Риму свого першого прокуратора священика Миколу Новака, який своїм осідком мав церкву василіянського чину Жировицької ікони Божої Матері та святих мучеників Сергія і Вакха (1639—1880) на Piazza Madonna dei Monti та прилеглі до неї території.
1637 р. (за іншими даними 1639 р.) церкву св. Сергія та Вакха та малий будинок при ній папа Урбан VIII подарував українцям для створення «Collegium Nationis Ruthenorum». Це найстаріша греко-католицька церква за межами України.
Від 1845 світські богослови з галицьких єпархій виховувалися у Грецькій Колегії, що звалася Греко-Руською до 1897, коли Лев XIII заснував окрему Українську Колеґію при дотеперішній василіянській церкві св. Сергія і Вакха.
У грудні 1897 р. в новозбудованому триповерховому будинку на Piazza Madonna dei Monti папа Лев VIII на зміну «Collegium Nationis Ruthenorum» заснував Українську Папську Колегію Святого Йосафата, інша назва Велика Семінарія.
Приміщення для колегії св. Йосафата (Великої Семінарії) на патріаршому дворі при церкві Сергія та Вакха було замале, тому папа Пій ХІ призначив частину ватиканських володінь на горі Джанікольо по сусідству з румунською колегією для української колегії. 28 жовтня 1929 р. відбулося урочисте посвячення фундаменту для Колегії Святого Йосафата. Тоді на Джанікольо була присутня майже вся Ієрархія УГКЦ. Митрополит Андрей, з причин здоров'я, не міг довершити акту посвячення, тому це зробив найстарший з Єпископів — Кир Григорій (Хомишин). Наступного дня весь Єпископат, настоятелі та питомці Колегії були на аудієнції у понтифіка. 13.11.1932 відбулося урочисте відкриття нового приміщення Великої Семінарії, перенесення осідку Колегії відбулося 6 травня того ж року.
Найголовніший український комплекс розбудувався на північній околиці Риму Montespicatto по вул. Боччеа — тут збудовано собор св. Софії, Український католицький університет, з яким пов'язана Колегія св. Софії та Українська Мала Семінарія. Церква св. Софії — один з найкращих українських храмів закордоном, збудований зусиллями кардинала Йосипа Сліпого за проектом італійського архітектора Лучо ді Стефано. Базиліка споруджена в русько-візантійському стилі, близькому до архітектури Софії у Києві та наближена до Софії в Константинополі.
Коли 1932 Пій XI збудував Українську Папську Семінарію у екстериторіяльній ватиканській зоні на Джанікольо для 50 богословів з усіх греко-католицьких єпархій, Головна Василіянська Курія купила попередній будинок, розбудувавши його на студійний дім чернечого доросту. 1960 вона перенеслася до нового осідку в Авентіні, а її колишній дім придбав верховний архієпископ кардинал Йсип Сліпий на приміщення для української католицької парафії та музею-галереї українського мистецтва.
Крім цих давніших установ, до яких також належить вілла Української Папської Семінарії у Кастельґандольфо за Римом (літня резиденція папи) ім. її фундатора митрополита Андрея Шептицького (1929), у Римі за повоєнний час постали: Головний монастир СС Служебниць (1947) і Василіянок (1953) та українська папська Мала семінарія, збудована 1959 й утримувана Східною Конґреґацією для української молоді під проводом отців-салезіян, монастир Студійського Уставу «Студіон» (1964) за Римом у Рокка ді Папа, храм св. Софії й комплекс Українського Католицького Університету ім. св. Климентія папи, засновані кардиналом Йсипом Сліпим (1964—1969).
Рим був місцем нарад українського католицького єпископату в 1929, 1932, 1955, під час другого Ватиканського Собору (під проводом верховного архієпископа Йосипа Сліпого) і згодом. Офіціозом Верховного архієпископату є «Благовісник».
З 1946 в Римі діє Апостольська Візитатура для українців у Західній Європі, під проводом архієпископа І. Бучка, з 1972 монсиньйора М. Марусина.

### Публікації
У Римі вийшли перші публікації за кордоном з української церковної історіографії; біографії св. Й. Кунцевича А. Джерардія (1643) і Я. Суші (1665), що також у Римі видав життя Мелетія Смотрицького (1666), та перший історичний нарис української церкви І. Кульчинського (1733-34). Джерельні видання римських документів з української історії розпочали у 19 столітті А. Тайнер й інші чужинецькі, головно польські й російські дослідники; згодом після скромних спроб НТШ (М. Кордуба, С. Томашівський) взявся докладніше митрополит Андрей Шептицький за допомогою К. Королевського, Г. Бенедетті.
Систематичне видання римських документів 1952 почали «Записки ЧСВВ» у окремій серії «Римські документи до історії Української Католицької Церкви» трудом протоархимандрита А. Великого (досі 50 з намічених 90-100 томів). Римські архіви та митецькі зібрання вивчали В. і Д. Антоновичі, М. Грушевський, О. Сушко, В. Щербаківський і багато молодших дослідників української церковної історії: М. Войнар, І. Прашко, Д. Блажейовський, А. Пекар, О. Баран й ін. З 1964 заходами Українського Католицького Університету видано «Історичні документи України» із згаданої колекції митрополита А. Шептицького (12 томів) й інші джерела.
З половини 1960-х років у Римі має осідок Українське Богословське Товариство, яке видає річники «Богословія». 1962 тут засновано Українське Пресове Бюро, що видає «Вісті з Риму». Дослідницьку працю уможливлюють багаті збірки з української історії тематикою у бібліотеках: Ватиканській, Папського Східного Інституту й Української Папської Семінарії (вона отримала книжкову спадщину митрополита Й. Сембратовича), Українського Католицького Університету тощо.

## Адміністративний поділ

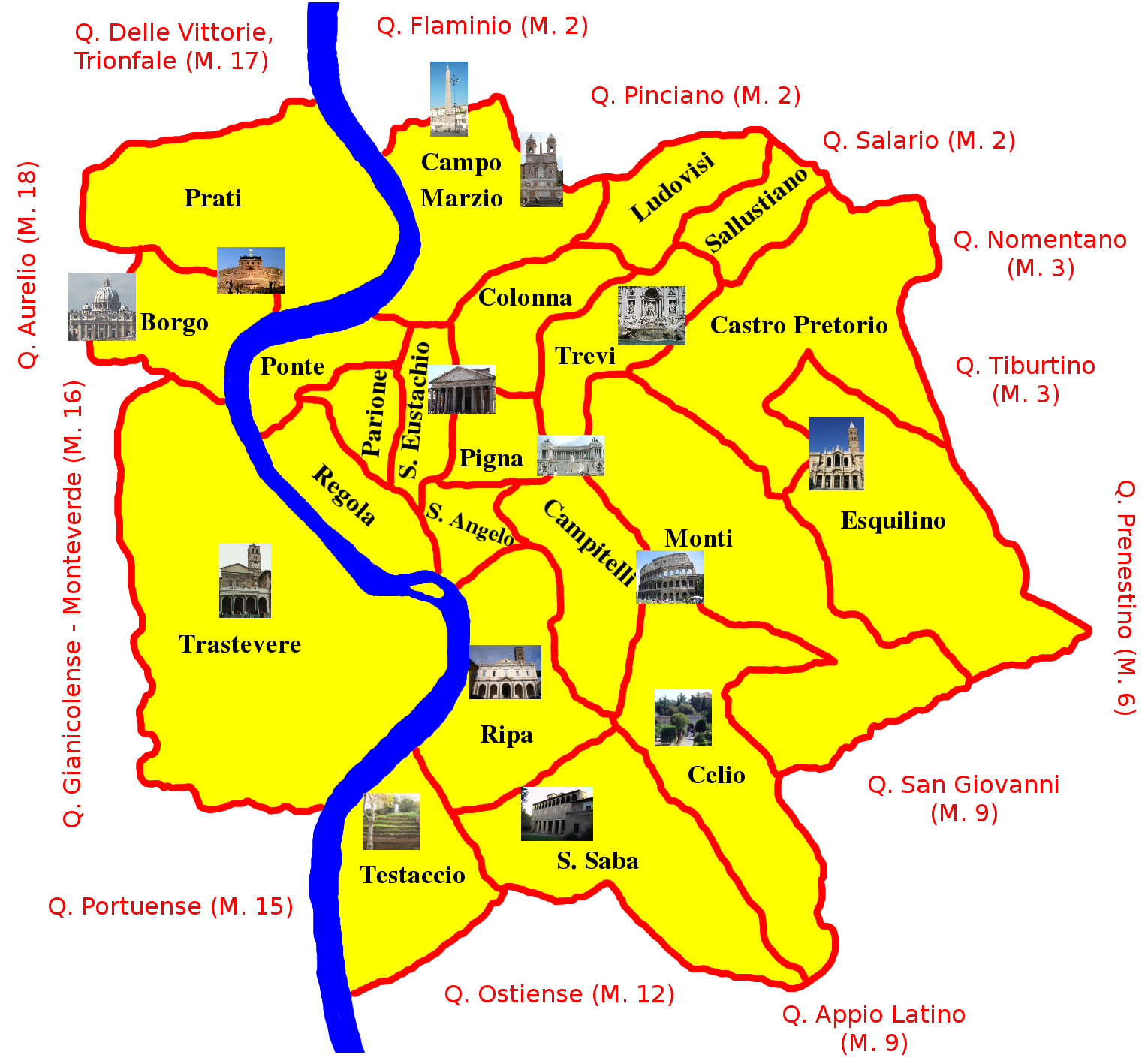
План історичного центру Рима з його районами

Рим є однією з 8101 комун Італії, і є найбільшим як за площею так і за чисельністю населення. Він управляється мером, з 2021 року Роберто Гуальт'єрі
```
, і міською радою. Місце міської ради на 
Капітолійському пагорбі
 у 
Палаці сенаторів
. Це історична резиденція уряду в Римі. Місцеву адміністрацію в Римі зазвичай називають «Campidoglio» (Кампідольйо, 
укр.
 
Капітолій
), як і назва пагорба в римському діалекті.
```

Рим є столицею Італії і місцем перебування уряду Італії. Офіційна резиденція президента Італійської Республіки і прем'єр-міністра Італії. Обидві палати італійського парламенту та італійського Конституційного суду знаходиться в історичному центрі. Міністерства розкидані по всьому місту, вони, включаючи Міністерство закордонних справ, яке розташоване в Палаццо делла Фарнезіна, поруч з Олімпійським стадіоном.

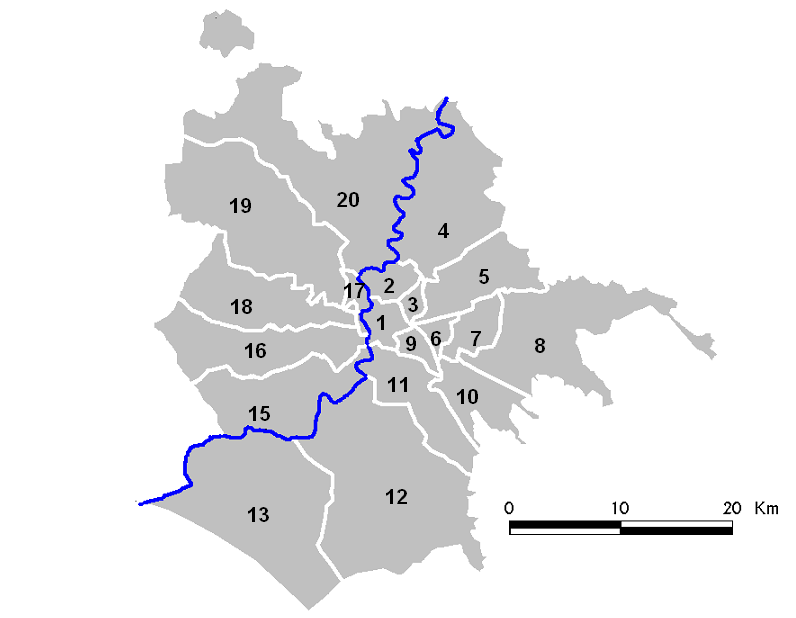
Муніціпії

- До імператора Августа був поділений на 4 округи.
- Імператором Августом поділений на 14 округів, кожен округ на квартали.
- З VII століття — на 7 округів.
- З ХІІ ст. — на 14 областей.
- Тепер Рим поділений на 4 міські округи, 19 Муніціпій і 155 районів міста.

Старе місто (Municipio I) поділене на 22 райони, які не мають управлінських функцій:
| N°  | Назва Району | N°   | Назва Району | N°    | Назва Району    | N°  | Назва Району | N° | Назва Району |
| I   | Монті        | II   | Треві        | III   | Колонна         | IV  | Кампо Марціо | V  | Понте        |
| VI  | Паріоне      | VII  | Реґола       | VIII  | Сант Евстахіо   | IX  | Пінья        | X  | Кампітеллі   |
| XI  | Сант Анжело  | XII  | Ріпа         | XIII  | Трастевере      | XIV | Борґо        | XV | Есквіліно    |
| XVI | Людовісі     | XVII | Саллюстіано  | XVIII | Кастро Преторіо | XIX | Целій        | XX | Тестацціо    |
| XXI | Сан Саба     | XXII | Праті        |       |                 |     |              |    |              |

## Економіка

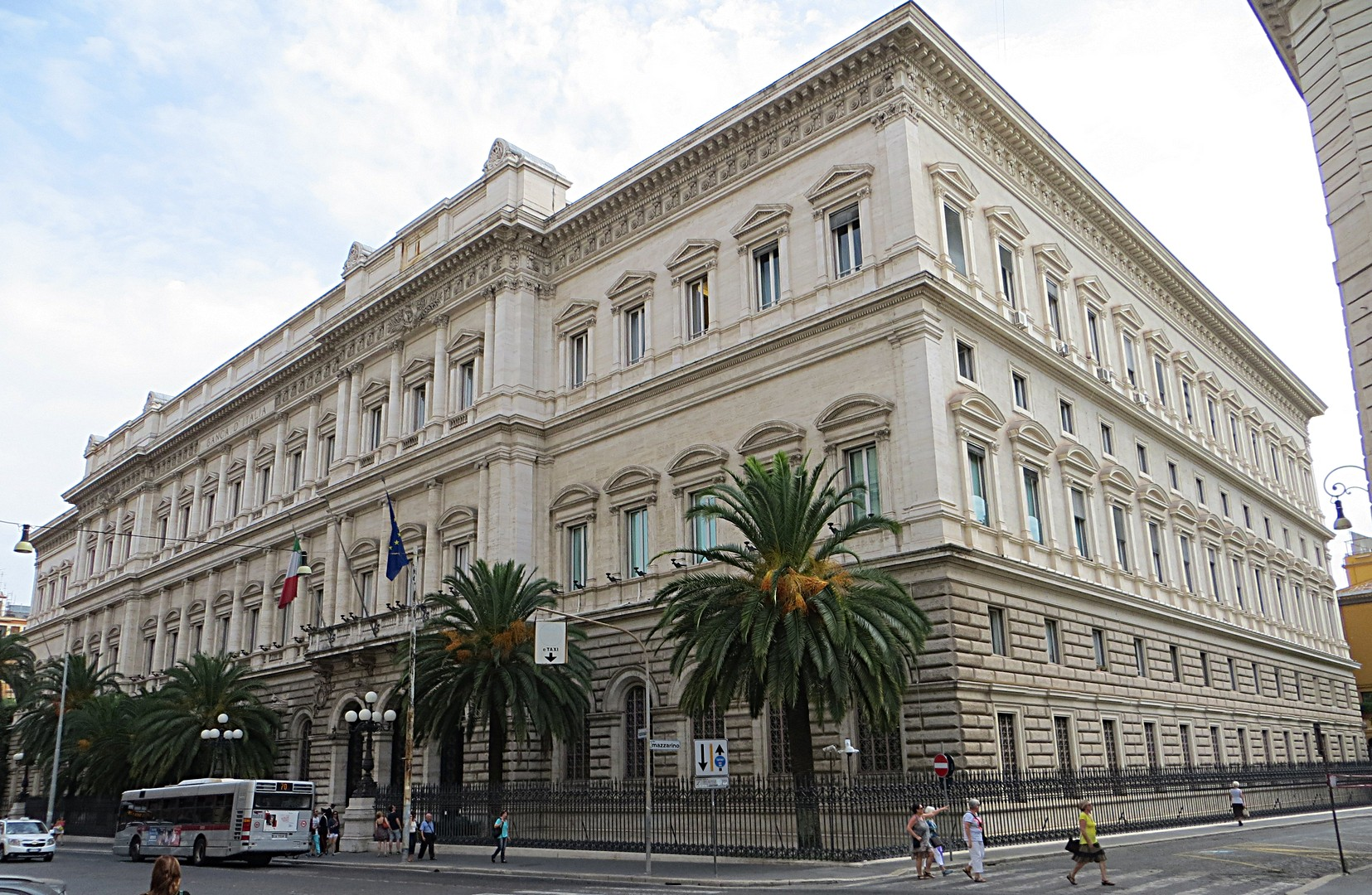
Банк Італії, Віа Нацьйонале

З 2005 р. ВВП у розмірі 94376 млн € (US $ 121,5 млрд), місто виробляє 6,7 % від національного ВВП (більше, ніж будь-яке інше місто в Італії), а рівень безробіття знизився з 11,1 % до 6,5 % в період між 2001 і 2005 роками. Сьогодні він є одним з найнижчих з усіх європейських столиць Союзу.
Рим зростає 4,4 % на рік і продовжує рости більш високими темпами в порівнянні з будь-яким іншим містом країни. Якби би Рим був країною, то посідав би 52-гу сходинку серед найбагатших країн світу за рівнем ВВП. Рим мав у 2003 році ВВП на душу населення в розмірі 29153 € (US $ 37412), який був другим в Італії (після Мілана), і становить понад 134,1 % від середнього рівня ВВП на душу населення у ЄС.
Економіка характеризується відсутністю важкої промисловості, в значній мірі домінують послуги, високотехнологічні компанії (ІТ, аерокосмічна, оборонна, телекомунікації), наукові дослідження, будівництво та комерційна діяльність (особливо в банківській справі), а також величезний розвиток туризму, який має дуже динамічне і надзвичайно важливе значення для економіки.
Міжнародний аеропорт Рим Фьюмічіно найбільший в Італії. У місті розташовані головні офіси більшості великих італійських компаній, а також штаб-квартири трьох зі 100 найбільших компаній світу: Enel, Eni і Telecom Italia.
Університети, національні радіо-, теле- і кіноіндустрія в Римі, також є важливими секторами економіки: Рим також є центром італійської кіноіндустрії, завдяки студіям Cinecittà , які працюють з 1930-х років. Місто також є центром для банківської і страхової справи, а також електроніки, енергетики, транспорту та аерокосмічної промисловості. Численні міжнародні компанії, штаб-квартири установ, міністерств, конференц-центри, спортивні споруди, музеї знаходяться в основних бізнес-районах Риму : Esposizione Universale di Roma (EUR); TORRINO (далі на південь від EUR); Magliana; Parco de' Medici-Laurentina і так звана Tiburtina долина уздовж стародавньої Via Tiburtina.

## Транспорт

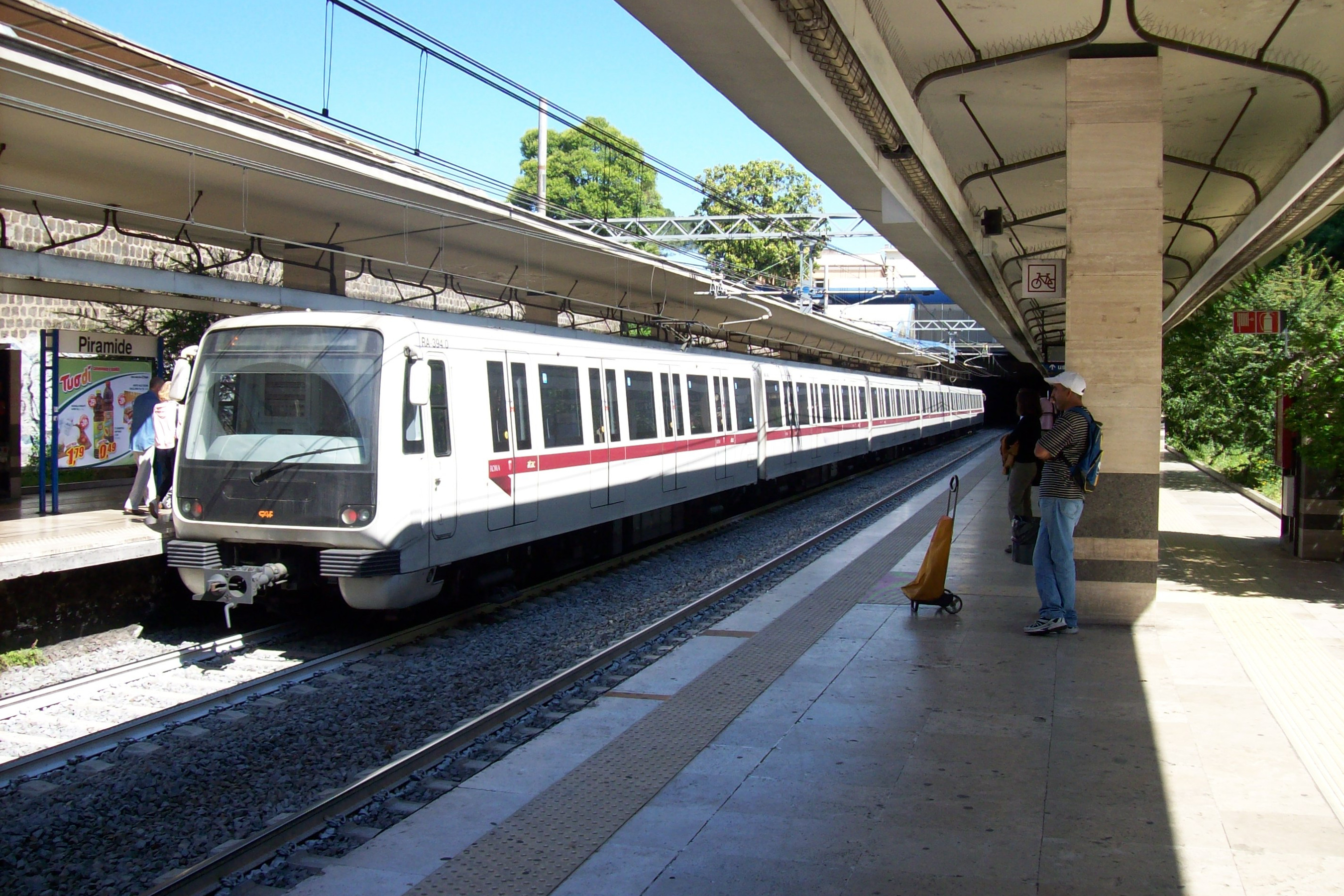
Римське метро

Рим має два сучасні міжнародні аеропорти — це Aeroporto internazionale Leonardo Da Vinci — аеропорт імені Леонардо да Вінчі і Ciampino aeroporto — аеропорт Чампіно (менший, переважно обслуговує чартерні рейси і рейси авіакомпаній-дискаунтерів).
Рим розташований в центрі кільцевої мережі автодоріг, які приблизно повторюють мережу доріг Стародавнього Риму, що починалися з Капітолійського пагорба і сполучав Рим зі всією імперією. У місті розвинена маршрутна мережа автобусів (350 маршрутів і більше 8000 зупинок) і трамваїв (39 км шляхів і 192 зупинки). У 2005 році було відновлено рух тролейбусів на лінії від вокзалу Терміні (маршрут 90).
У 1955 році був відкритий римський метрополітен, на середину 2010-х років римське метро має три лінії А В і С. Загальна довжина 60 км, 73 станції., а до 2035  планується завершити лінію D, але будівельні роботи часто припиняються через археологічні знахідки.
Оскільки Рим розташований в центрі півострова, він став головним залізничним вузлом в центральній Італії. Головний залізничний вокзал Рима, Терміні — один з найбільших в Європі, щодня він обслуговує понад 400 000 пасажирів. Друга за значенням залізнична станція, Тібуртіна, реорганізується під термінал для швидкісних поїздів.

## Суспільство та культура

### Туризм
Рим — одне з найвідвідуваніших міст світу. За різними рейтингами, Рим посідає десяту по 14 сходинку у світі. В 2013 році в столиці Італії побували 6,71 млн туристів.

### Пам'ятки культури та архітектури

Колізей

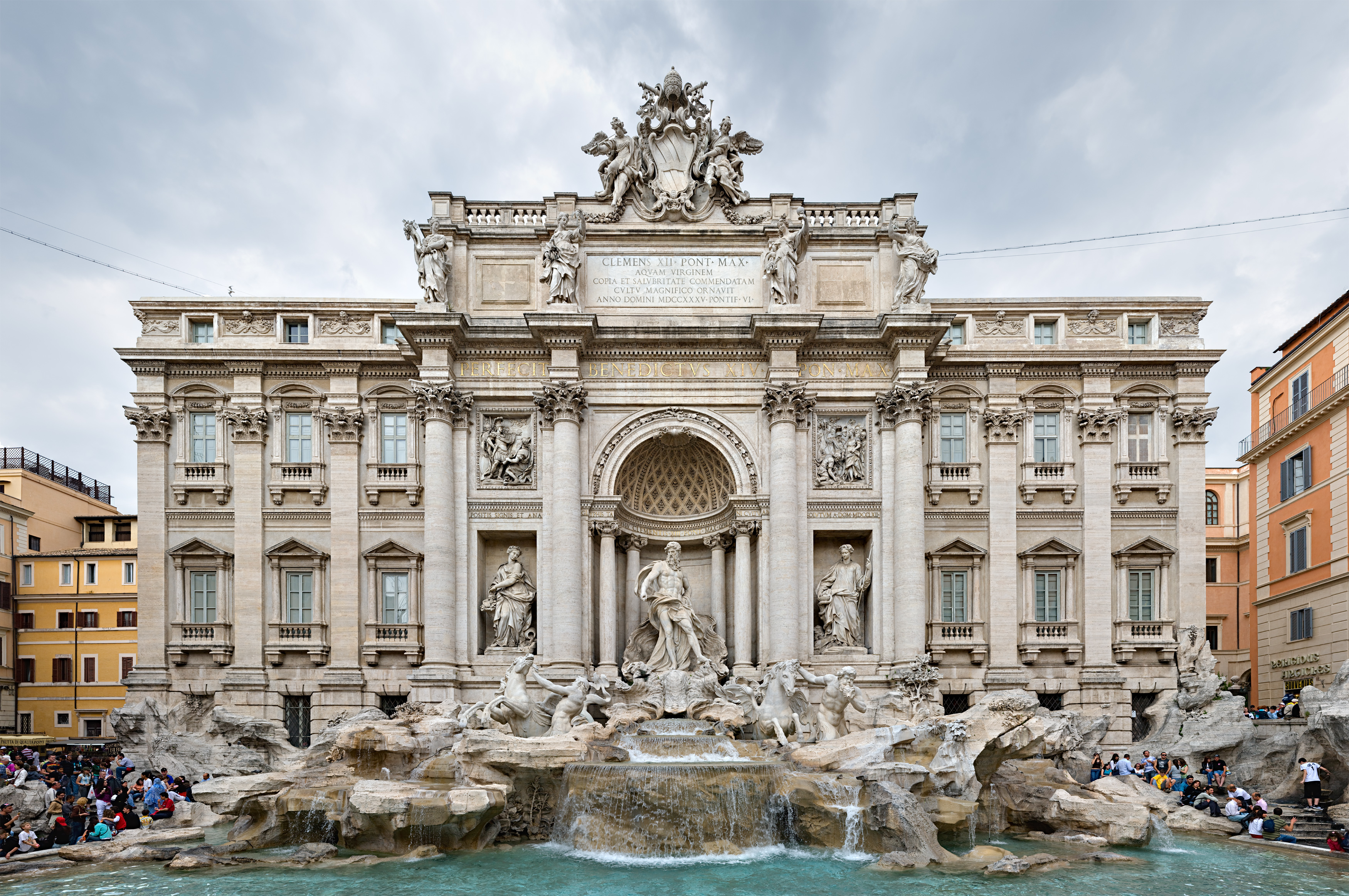
Фонтан ді Треві

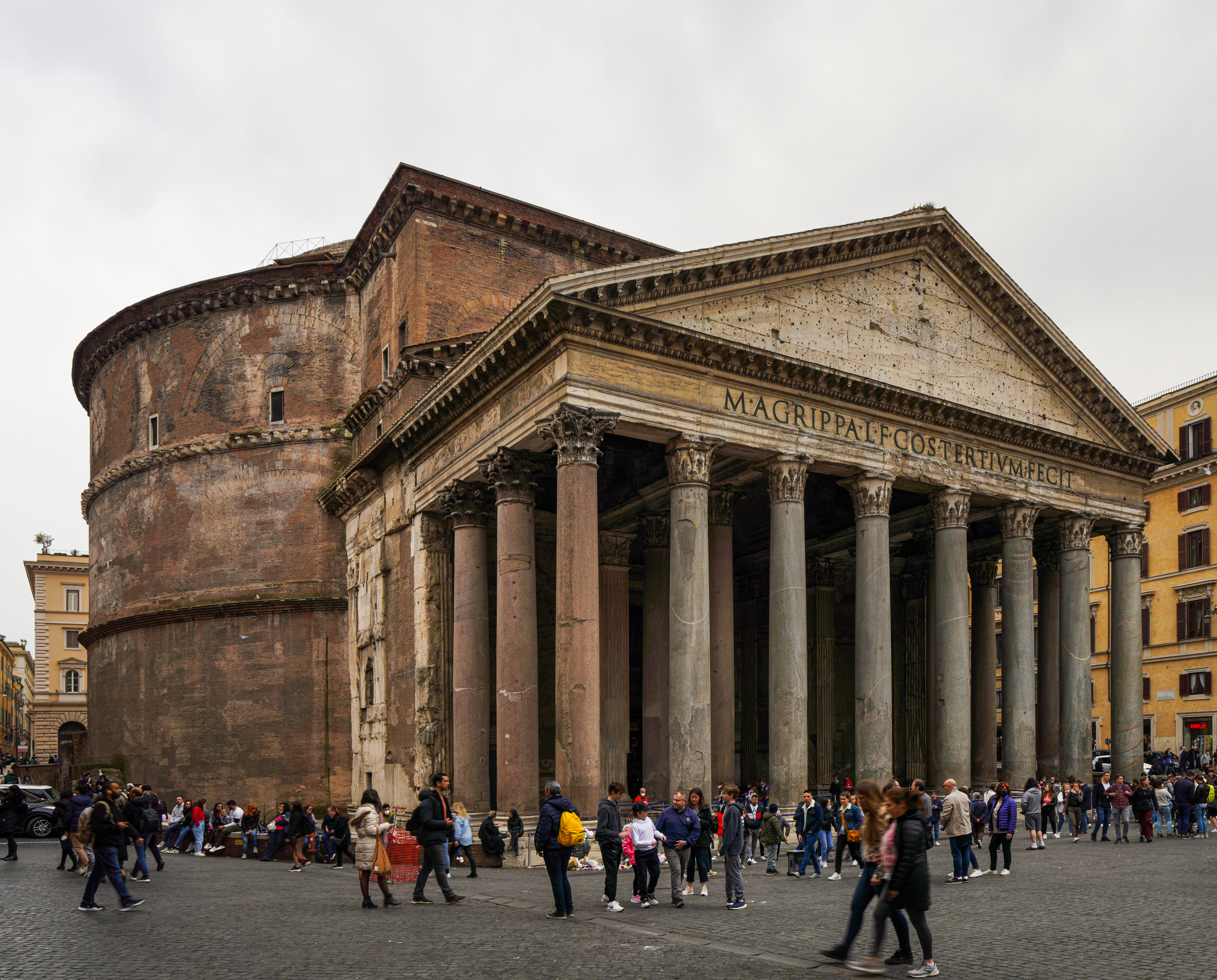
Пантеон

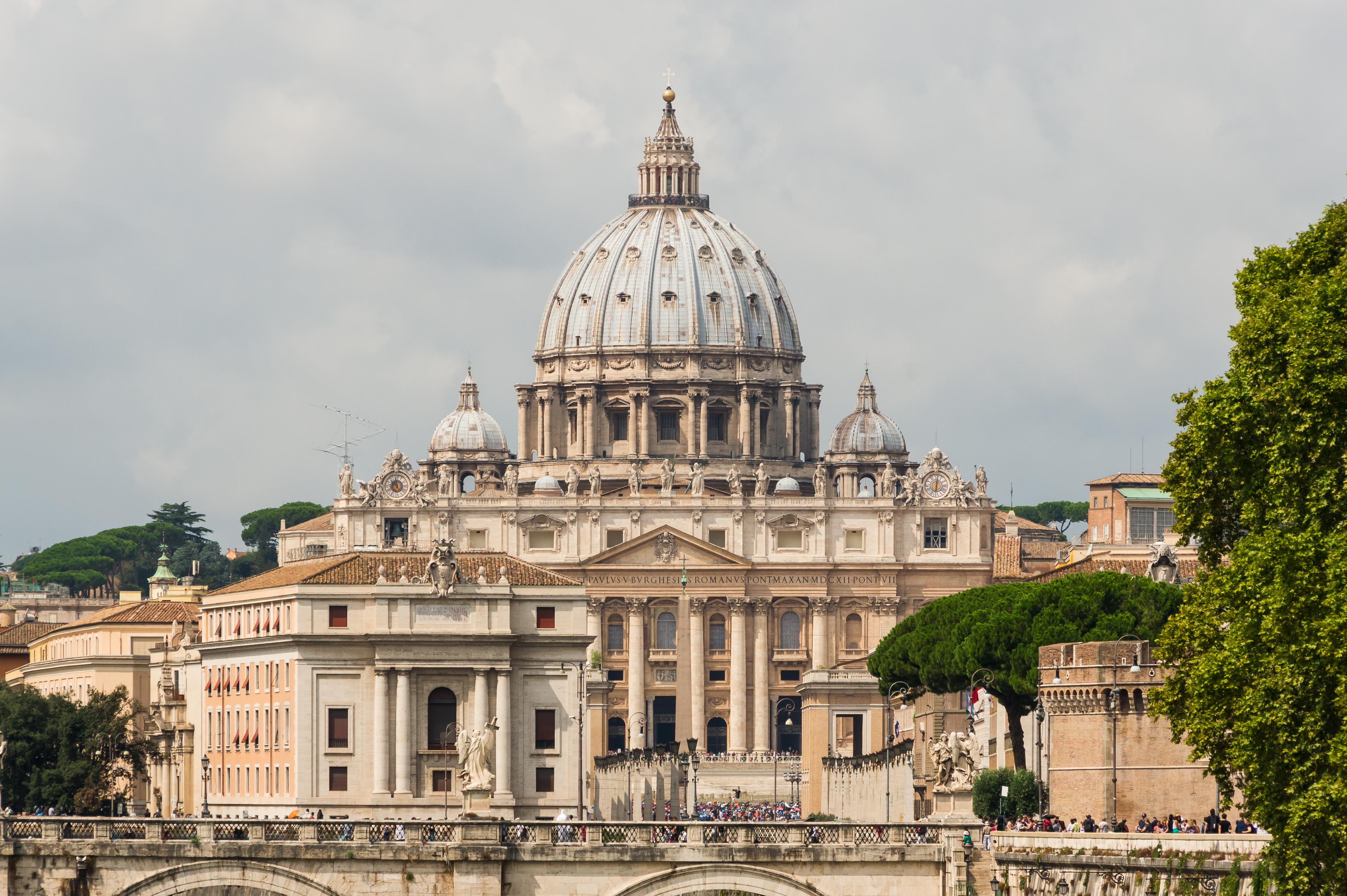
Собор Святого Петра

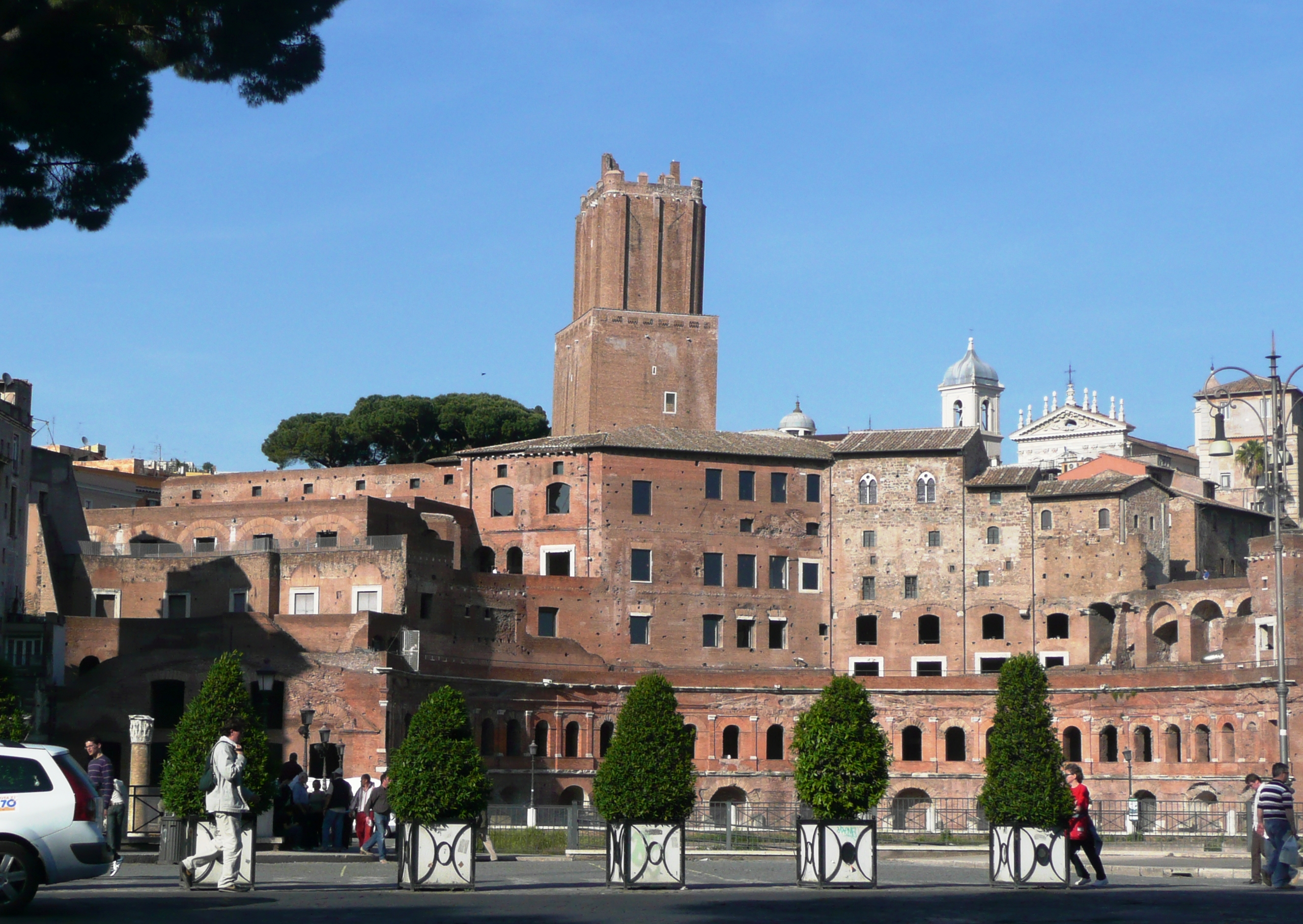
Ринок Траяна

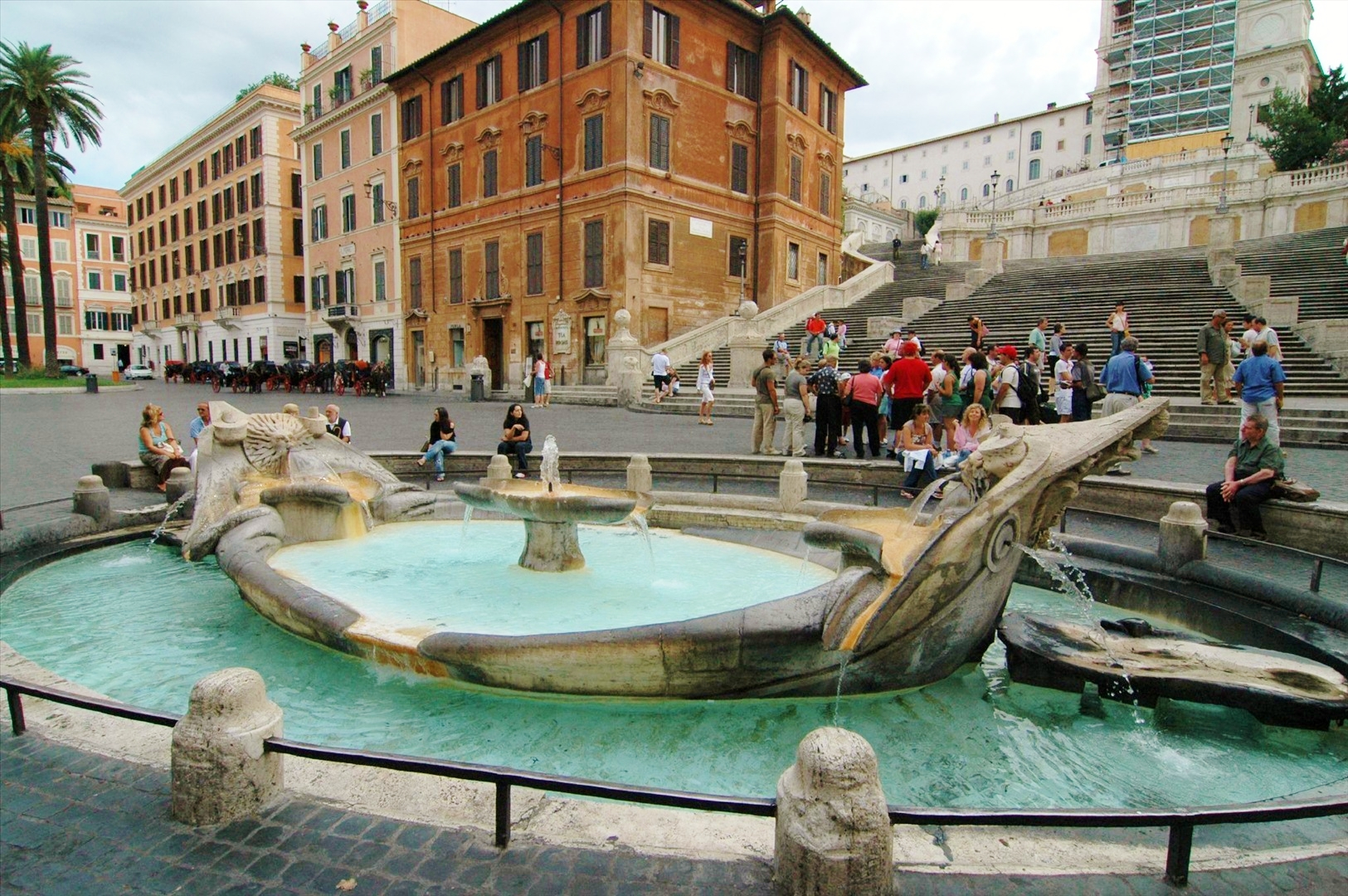
Фонтан Баркачча

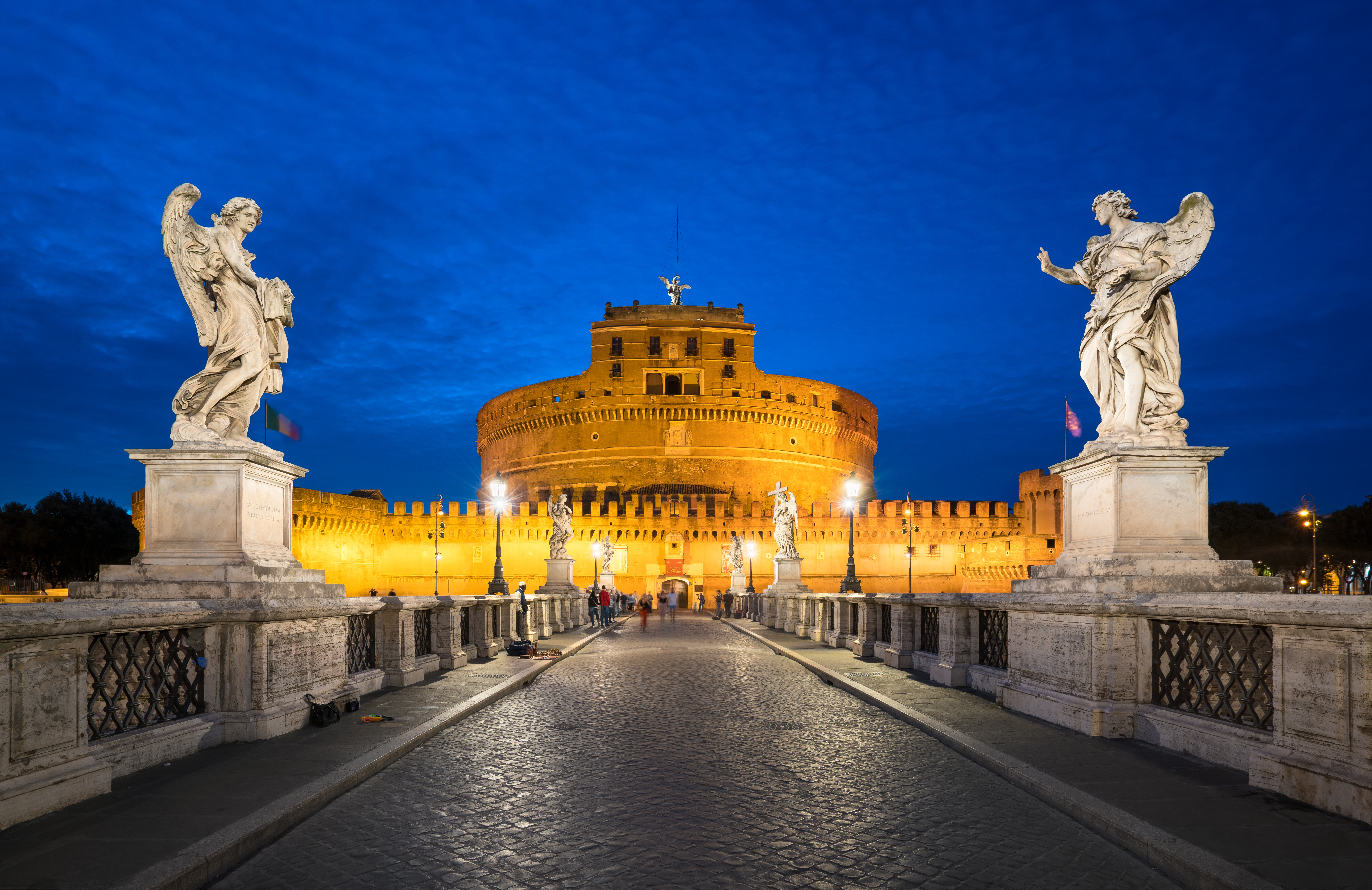
Міст Святого Ангела

- Римський Форум (Forum Romanum), економічний, політичний і релігійний центр древнього Риму
- Колізей (Colosseum), давньоримський амфітеатр
- Пантеон (Pantheon), давньоримська святиня всіх богів
- Замок Святого Ангела (Castel Sant' Angelo), спочатку слугував мавзолеєм Адріана, в епоху середньовіччя був перебудований в замок
- Собор Святого Петра (Basilica di San Pietro), найбільша церква у світі, центр католицизму (розміщений на території держави Ватикан)
- Площа Навона (Piazza Navona) з Фонтаном чотирьох річок роботи Джованні Лоренцо Берніні
- Площа Іспанії (Piazza di Spagna) та Іспанські сходи (Scalianta di Spagna). Іспанські сходи ведуть від розміщеного на площі Іспанії фонтану «Човен» до церкви Триніта дей Монті (S. Trinita dei Monti)
- Вілла Боргезе (Villa Borghese) з розміщеним у ньому музеєм мистецтв
- П'яцца дель Пополо (Piazza del Popolo), з обеліском і фонтаном
- Вітторіано (Il Vittoraino), монумент на пам'ять про об'єднання Італії
- Іспанські сходинки — грандіозні барочні сходи.

### Папські базиліки
- Собор Святого Петра
- Латеранська базиліка
- Санта Марія Маджоре
- Сан Паоло фуорі мура

### Римські церкви та базиліки
Сан Лоренцо фуорі мура
- Санта Кроче ін Джерусалемме
- Санта Марія ін Трастевере
- Базиліка Святого Климента
- Базиліка Святого Себастіана на Аппієвій дорозі в катакомбах
- Санта Марія сопра Мінерва
- Сан Луїджі деі франчезі
- Санта Марія дель пополо
- Сан П'єтро ін вінколі
- Санта Сабіна
- Санта Марія ін Космедін
- Санта Прасседе
- Санта Марія дельі анджелі
- Церква Святого імені Ісуса
- Санта Марія делла вітторія зі скульптурою Берніні Екстаз Святої Терези

### Відомі римські фонтани
- Фонтан ді Треві (Fontana di Trevi), найвідоміший фонтан Риму
- Чотири фонтани
- Фонтан чотирьох річок
- Фонтан Баркачча
- Фонтан бджіл
- Фонтан черепах
- Фонтан Тритона
- Фонтан Діоскурів
- Аква Вірго

### Палаци Риму
- Палаццо Канчеллерія
- Вілла Ада
- Вілла Доріа Памфілі
- Палаццо Доріа Памфілі
- Вілла Мадама
- Палаццо Мадама (Рим), тепер Сенат
- Вілла Фарнезіна
- Квіринальський палац
- Палаццо Барберіні
- Палаццо Венеція
- Палаццо Фарнезе
- Вілла Медічі

### Університети
- Sapienza Університет Риму (італ. Sapienza Università di Roma) (заснований 1303)
- Папський університет святого Томи Аквінського (лат. Pontificia Universitas Studiorum a Sancto Thoma Aquinate in Urbe) (заснований 1580)
- Папський Григоріанський університет (лат. Pontificia Universitas Gregoriana , Universitas Gregoriana Societatis Jesu) (заснований у 1551).
- Університет Гульєльмо Марконі — приватний університет онлайнового навчання (заснований 2004 року).
- Університет Миколи Кузанського — (італ. Università degli Studi Niccolò Cusano — UNICUSANO) — приватний університет.

### Мости Риму
- Міст Святого Ангела
- Міст Віктора Емануїла II
- Міст Емілія
- Міст Фабричіо
- Міст Честіо
- Мульвіїв міст

### Спорт
1960 року в місті проводилися XVII Літні Олімпійські ігри. У Римі популярні футбол, баскетбол, волейбол, існує багато спортивних клубів. Найвизначніші футбольні клуби Риму: «Рома» та «Лаціо» виступають у Серії А. Домашньою ареною для них є «Стадіо Олімпіко».

## Люди, пов'язані з містом
- Тоні Гаудіо (1883—1951) — американський кінооператор італійського походження
- Отелло Мартеллі (1902—2002) — італійський кінооператор
- Анна Маньяні (1908—1973) — італійська акторка театру і кіно
- Альберто Сорді (1920—2003) — італійський актор, комік, сценарист
- Тоніно Деллі Коллі (1922—2005) — італійський кінооператор
- Карло Ліццані (1922—2013) — італійський кінорежисер, сценарист і кінокритик
- Джузеппе Ротунно (1923—2021) — італійський кінооператор
- Ріккардо Гарроне (1926—2016) — італійський актор театру та кіно, режисер
- Моніка Вітті (1931—2022)  — італійська акторка театру і кіно
- Ірен Чефаро (* 1935) — італійська акторка
- Лучана Палуцці (* 1937) — італійська акторка
- Даніела Б'янкі (* 1942) — італійська актриса
- Маріо Драґі (* 1947) — італійський економіст і банкір
- Амедео Мінґі (* 1947) — італійський кантауторе
- Франческа Ло Ск'яво (* 1948) — італійська художниця кіно, декоратор
- Орнелла Муті (* 1955)  — італійська акторка
- Ерос Рамаццотті (* 1963) — італійський співак
- Франческо Тотті (* 1976) — італійський футболіст
- Ноємі — італійська співачка
- Клаудія Морі — італійська акторка
- Сільвана Пампаніні — італійська акторка
- Сільвана Мангано — італійська акторка
- Джованна Раллі — італійська акторка
- Франческа Деллера — італійська акторка
- Джованотті — італійський співак

## Українці в Римі

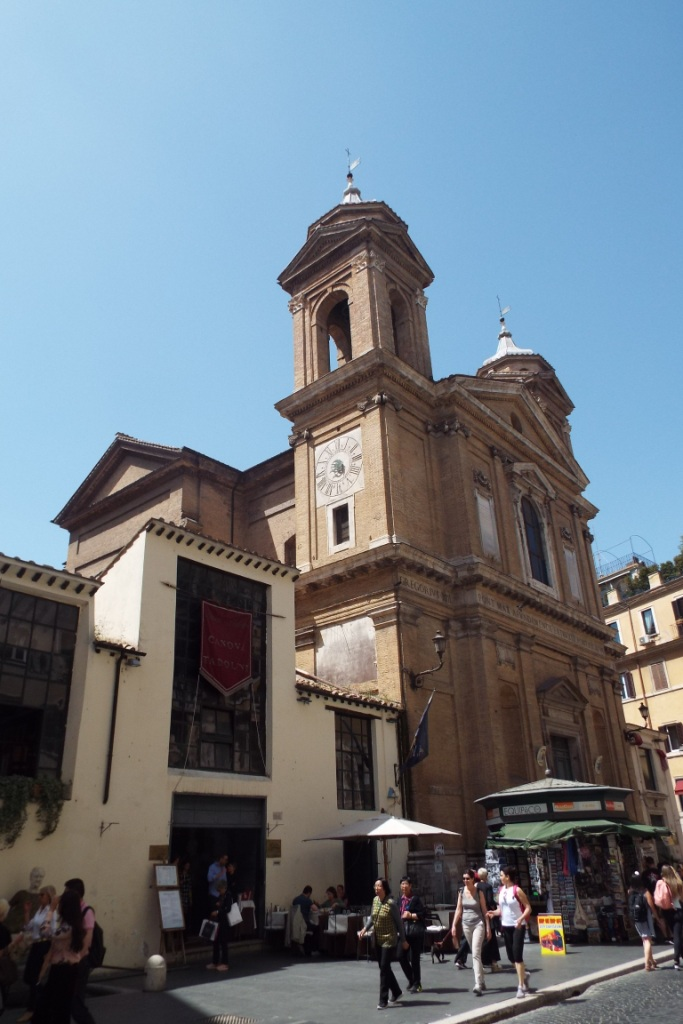
Церква св. Анастасія у Римі, при якій знаходилася грецька колегія, в якій навчалися уніати з України. 2018 р.

За найдавнішою традицією, Рим пов'язаний з Україною одним з перших наступників св. Петра, св. папи Климента († 101), засланого цісарем Траяном на вигнання до Криму, де його мощі знаходилися у Херсонесі, а 861 були віднайдені св. Кирилом Солунським і 868 перенесені до Рима.
Щойно по охрещенні кн. Володимира Великого відомі безпосередні зв'язки України з Римом: папські посольства Івана XV 988 і 991 та Сильвестра II 1000 року до Володимира Великого і його посольства до Рима 991 і 1001 років. До зв'язків Володимира з Римом належить також перебування у Києві Бруно з Кверфурту, який з Рима бл. 1006 поїхав у месійну подорож до печенігів і прийнятий був у кн. Володимира.
Ватиканські архіви й рукописні колекції зберігають багато документів і пам'яток з минулого України: папські листи в українських справах, починаючи від листів Григорія VII до київського князя Ізяслава, та в обороні його до польського короля Болеслава II Сміливого від 17 і 20 квітня 1075 (перші збережені пам'ятки дипломатичних зв'язків України з європейським Заходом); багате листування папських посланців і нунціїв у Польщі та інших державах, що дбали про Інформацію Апостольської Столиці про церковно-політичні події на українських землях; архіви Конґреґації Пропаганди і Східної Церкви, що від 17 ст. є у прямій реляції з україно-білоруською Католицькою Церквою; Грецькі Колегії (із зб. портретів київської митрополії 17 — 18 ст.) й чернечих чинів, що працювали на українських землях (єзуїтів, театинів й ін.); цінний архів василіянських прокураторів 17 — 19 ст. (22 томи) був перед першою світовою війною перевезений до Національного Музею у Львові.
Великий князь Ізяслав Ярославич 1075 вислав сина Ярополка до папи Григорія VII, який наділив Ізяслава королівською короною.
Посол папи Інокентія IV до татарської орди Плано Карпіні під час подорожі до Монголії через Україну розпочав зв'язки Данила і Василька Романовичів з Римом, які завершилися коронацією Данила 1253 папським леґатом Опізо.
У 15 столітті у Римі жив і помер київський митрополит кардинал Ісидор (1454—1463) і з Рима вислав в Україну 1458 свого наступника митрополита Григорія II. 1483 у Римі вийшов перший друкований твір українського автора «Judicium prenosticon …», Юрія Дрогобича з посвятою папі Сікстові IV.
Нова доба українських взаємин з Римом розпочалася унійним актом Київської митрополії з Апостольською Столицею 23 грудня 1595 року, підписаним посланцями україно-білоруського єпископату І. Потієм і К. Терлецьким (див. Берестейська унія).
У 1919-20 у Римі мали осідок дипломатичні місії УНР і ЗУНР до італійського уряду (див. Італія) та дипломатична місія УНР до Ватикану під проводом графа М. Тишкевича (його наступником був о. Ф. Бонн), що її прийняв у червні 1919 кардинал П. Ґаспарі, державний секретар Ватикану.
Між двома світовими війнами у Римі працювали українські політичні діячі: Євген Коновалець, Є. Онацький; тут навчалися або доповнювали студії малярі: І. Курах, С. Мако, Р. Лісовський, Г. Мазепа; 1938 була влаштована виставка графіки (374 твори, 41 автор).
1940 при державному університеті був створений лекторат української мови (лектор Є. Онацький).
З 1945 діяла невелика Українська Громада (голова до 1947 Є. Онацький, згодом В. Федорончук).
Контакт з італійськими політичними колами підтримувала ОУН. Після 1945 у Римі опинилася чимала група втікачів. Ними і військовополоненими І Дивізії Української Національної Армії, що були розміщені у Ріміні, опікувався Український Допомоговий Комітет під керівництвом архієпископа І. Бучка. Українську справу популяризувало серед італійців Товариство італійсько-української приязні у Римі і журнал «Ucraina» (1954 — 56), частково «Інтернаціонал Свободи», «Середземноморська Академія». Постійні українські радіопересилання передають Ватиканська (від грудня 1939 — з перервою 1944-47 — під проводом Василіян) та італійська закордонна радіослужба (з 1951). Попри нечисленну українську частку у Римі, місто є одним з найважливіших українських осередків діаспори.

### Мистецтво
До Рима з його багатством античних памʼяток та християнських святощів і мистецьких скарбів, високими школами (університет Сапієнца, Академія Мистецтв св. Луки й ін.) прибували паломники й мандрівники та студенти з усіх українських земель, зокрема православних: М. Корнякт зі Львова, Т. Прокопович (1698—1701), Йосиф Курцевич-Коріятович (1615), Г. Скибінський у кін. 17 ст. і В. Григорович-Барський з Києва (1724), що залишив цінні римські спогади, ченці з Манявського Скиту у 1720-х pp., гетьман К. Розумовський, М. Гоголь (1837—1839).
Рим відомий в українській літературі, наприклад, у оповіданнях і переробках з «Ґеста Романорум», про різних осіб — від цісаря до коваля «В том же м. Римі», чи у «Повісті про сімох мудреців» (16 в.), «О Понціані цесару римском».
У Римі студіювало чимало українських митців 17-20 століть, починаючи від Юрія Шимоновича-Сімігінівського, придворного маляра короля Я. Собеського, що перший між учнями Рим. Академії св. Луки з України і Польщі здобув першу нагороду, згодом: О. Білянський (1766), І. Мртос (учень Канави), В. Береза, Р. Гадзевич, В. Орлов, І. Шаповаленко, А. Мокрицький, С. Васильківський і багато сучасних мистців. Під час свого навчання і виступів у Італії, преважно у Мілані, у Римі перебували деякий час визначні українські муз́ики і співаки: М. Березовський, Д. Бортнянський, С. Гулак-Артемовський, О. Мишуга, С. Крушельницька.

### Відомі поховання
У базиліці св. Петра (з 1963) є вівтар св. Василя Великого, під яким спочили мощі св. Йосафата Кунцевича, у церкві св. Сергія i Вакха спочиває митрополит Р. Корсак († 1640), а в крипті собору св. Софії (з 1973) митрополит Й. Сембратович († 1900).
На головному цвинтарі Риму — Campo Berano — на ділянці 35 міститься каплиця № 1, яка належить василіанам, а № 2 — сестрам служебницям. Ближче до виходу на Plazzale del Verano місце поховання дружини та сина полковника Коновальця.
- Євген Коновалець — полковник Армії УНР, командант УВО, голова Проводу українських націоналістів (з 1927), перший голова ОУН
- Євген Онацький — журналіст і науковець, член Української Центральної Ради, провідний діяч Організації Українських Націоналістів
- Василь Штернберг — художник, друг Тараса Шевченка. Помер 1846 р. під час свого перебування в Римі, маючи всього 27 років. Його могилу можна відшукати на протестантському кладовищі біля стіни Авреліана.

## Зовнішні зв'язки

### Міста-побратими
- Париж (1956)

### Міста-партнери
| - Алжир, - Ачакачі (28 листопада 2005) - Белград (жовтень 1971) - Бразилія - Дамаск - Дублін - Каїр - Київ (2 листопада 1999) - Лондон - Марбелла | - Монреаль - Нью-Йорк - Пекін (28 травня 1998) - Пловдів - Сеул (2000) - Сідней - Токіо - Тонгерен - Цинциннаті |